# Дайр-ез-Заур (мінтака)
Мінтака Дайр-ез-Заур (араб. منطقة دير الزور‎‎) — район (мінтака) у Сирії, входить до складу однойменної мухафази (провінції) Дайр-ез-Заур. Адміністративний центр — місті Дайр-ез-Заур.

## Адміністративний поділ
У свою чергу, мінтака Дайр-ез-Заур складається з семи адміністративних одиниць третього рівня — 7 нохій (громади або общини):
| Код      | Назва                                          | Площа       | Населення |
| -------- | ---------------------------------------------- | ----------- | --------- |
| SY090100 | нохія Дайр-ез-Заур-Центр (nahiyah Deir-ez-Zor) | 691,13 km²  | 239 196   |
| SY090102 | нохія Аль-Бусейра (nahiyah al Basira)          | 202,53 km²  | 40 236    |
| SY090104 | нохія Аль-Тібні (nahiyah al Tabni)             | 1910,57 km² | 48 393    |
| SY090105 | нохія Хішам (nahiyah Khasham)                  | 202,53 km²  | 28 718    |
| SY090106 | нохія Сур (nahiyah Sur)                        | 1910,57 km² | 37 552    |
| SY090101 | нохія Касра (nahiyah Kisreh)                   | 202,53 km²  | 63 226    |
| SY090103 | нохія Мухасан (nahiyah Muhasan)                | 1910,57 km² | 35 113    |

| Сирія | Це незавершена стаття з географії Сирії. Ви можете допомогти проєкту, виправивши або дописавши її. |